# Kotarsko nogometno prvenstvo Bjelovar 1960./61.
"Kotarsko nogometno prvenstvo Bjelovar", također i pod nazivom "Kotarska nogometna liga Bjelovar", "Nogometna liga kotara Bjelovar" je bila liga petog stupnja nogometnog prvenstva Jugoslavije u sezoni 1960./61. 
 
Sudjelovalo je ukupno 8 klubova, a prvak je bila "Mladost" iz Ždralova. 

## Ljestvica
| mj. | klub                | ut. | pob. | ner. | por. | gol+ | gol- | bod |
| --- | ------------------- | --- | ---- | ---- | ---- | ---- | ---- | --- |
| 1.  | Mladost Ždralovi    | 12  | 11   | 0    | 1    | 55   | 17   | 22  |
| 2.  | Hajduk Patkovac     | 12  | 8    | 0    | 4    | 33   | 13   | 16  |
| 3.  | Lokomotiva Bjelovar | 11  | 6    | 1    | 4    | 49   | 25   | 13  |
| 4.  | Slavija Severin     | 11  | 5    | 1    | 5    | 36   | 36   | 11  |
| 5.  | BSK Brezovac        | 12  | 5    | 0    | 7    | 25   | 34   | 10  |
| 6.  | Borac Galovac       | 12  | 2    | 2    | 8    | 21   | 42   | 6   |
| 7.  | Radnički Bjelovar   | 12  | 2    | 0    | 10   | 15   | 64   | 4   |
|     | Bjelovar II         | 13  | 8    | 1    | 4    | 43   | 22   | 18  |

- "Bjelovar II" igrao van konkurencije
- ljestvica bez jedne utakmice u konkurenciji

## Rezultatska križaljka
| kratica | klub                | BOR | BSK | HAJ | LOK | MLA | RAD | SLA | BJE |
| --- | ------------------- | --- | --- | --- | --- | --- | --- | --- | --- |
| BOR | Borac Galovac       |     |     |     |     |     |     |     |     |
| BSK | BSK Brezovac        |     |     |     |     |     |     |     |     |
| HAJ | Hajduk Patkovac     |     |     |     |     |     |     |     |     |
| LOK | Lokomotiva Bjelovar |     |     |     |     |     |     |     |     |
| MLA | Mladost Ždralovi    |     |     |     |     |     |     |     |     |
| RAD | Radnički Bjelovar   |     |     |     |     |     |     |     |     |
| SLA | Slavija Severin     |     |     |     |     |     |     |     |     |
| BJE | Bjelovar II         |     |     |     |     |     |     |     |     |
| |                     |     |     |     |     |     |     |     |     |
| podebljan rezultat - utakmice od 1. do 7. kola (1. utakmica između klubova) rezultat normalne debljine - utakmice od 8. do 14. kola (2. utakmica između klubova) rezultat nakošen - nije vidljiv redoslijed odigravanja međusobnih utakmica iz dostupnih izvora rezultat smanjen * - iz dostupnih izvora nije uočljiv domaćin susreta prekrižen rezultat - poništena ili brisana utakmica p - utakmica prekinuta 3:0 p.f. / 0:3 p.f. - rezultat 3:0 bez borbe n.i. - nije igrano |                     |     |     |     |     |     |     |     |     |

 Izvori: